# Barış Atik
Barış-Fahri Atık (* 9. Januar 1995 in Frankenthal) ist ein türkisch-deutscher Fußballspieler, der beim 1. FC Magdeburg unter Vertrag steht.

## Karriere

### Beginn der Karriere und Zeit bei der TSG Hoffenheim
Atık begann bei der VT Frankenthal mit dem Fußballspielen und wechselte daraufhin in die Jugendabteilung des SV Waldhof Mannheim, der er bis 2012 angehörte.
Im Jahr 2012 wechselte er in die Jugendabteilung der TSG 1899 Hoffenheim und rückte dort 2013 in die zweite Mannschaft auf, für die er in der Regionalliga Südwest zum Einsatz kam. Im Jahre 2016 rückte er in die Profimannschaft von Hoffenheim auf, für die er am 3. Dezember 2016 am 13. Spieltag der Saison 2016/17 beim 4:0 im Bundesligaheimspiel gegen den 1. FC Köln mit der Einwechslung für Eugen Polanski in der 60. Minute debütierte.

### Leihen nach Graz, Kaiserslautern und Darmstadt
Am 26. Januar 2017 wurde Atık an den österreichischen Bundesligisten SK Sturm Graz verliehen.
Zur Saison 2017/18 wurde Atık an den deutschen Zweitligisten 1. FC Kaiserslautern weiterverliehen. Dort debütierte er bei der 0:3-Niederlage gegen den 1. FC Nürnberg am 30. Juli 2017, dem 1. Spieltag jener Saison. Sein erstes Pflichtspieltor für Kaiserslautern erzielte Atık am 12. August 2017 beim 4:0-Sieg in der ersten Hauptrunde des DFB-Pokals 2017/18 gegen den SV Eichede.
Am 10. Januar 2018 wurde Atık innerhalb der 2. Bundesliga an den SV Darmstadt 98 weiterverliehen, für den er bis zum Saisonende auf fünf Ligaeinsätze kam. Sein Debüt für die Lilien gab er am 17. Februar 2018. als er bei der 0:2-Auswärtsniederlage gegen Arminia Bielefeld in der 71. Spielminute für Yannick Stark eingewechselt wurde.

### Wechsel nach Dresden und Magdeburg
Zur Saison 2018/19 kehrte Atık nicht nach Hoffenheim zurück, sondern wechselte innerhalb der 2. Bundesliga zu Dynamo Dresden. Er unterschrieb einen Vertrag mit einer Laufzeit bis zum 30. Juni 2022. Beim 3:1-Heimsieg gegen den Aufsteiger in die 1. Liga, dem SC Paderborn 07 am letzten Spieltag der Saison 2018/19, erzielte Atık alle drei Treffer und wurde daraufhin vom Sportmagazin Kicker zum Spieler dieses Spieltages in der 2. Liga gewählt. Nach der folgenden Spielzeit konnte Dynamo Dresden die Zugehörigkeit zur 2. Bundesliga nicht halten und somit hatte sein Vertrag mit dem Verein, welcher sich nur auf die 1. und 2. Liga bezog, keine Gültigkeit mehr. Für den Fußballclub aus Sachsen hatte er in 51 Einsätzen sechs Tore erzielt und sieben Torvorlagen gegeben.
Im Januar 2021 unterschrieb Atık nach einem halben Jahr ohne Verein beim 1. FC Magdeburg einen Vertrag für die 3. Liga. Bei dem zu diesem Zeitpunkt stark abstiegsbedrohten Club aus Sachsen-Anhalt wurde er vom ebenfalls neu verpflichteten Trainer Christian Titz direkt als Spielgestalter eingesetzt und konnte in dieser Rolle in 15 Einsätzen mit 7 Toren und 8 Torvorlagen überzeugen. Atık gilt damit als einer der wichtigsten Spieler für die erfolgreiche Saisonrückrunde sowie den damit verbundenen Klassenerhalt des Vereins. Im Mai 2021 gewann er mit Magdeburg den Sachsen-Anhalt-Pokal gegen den Hallescher FC, wobei er über die volle Spielzeit auf dem Platz stand. Trotz Angeboten aus der 2. Bundesliga verlängerte er Ende Juni 2021 seinen auslaufenden Vertrag bei den Elbestädtern.

## Erfolge und Auszeichnungen
Vereine
- Deutscher Drittligameister und Aufstieg in die 2. Bundesliga: 2022
- Deutscher A-Junioren-Meister: 2014
- Meister der A-Junioren-Bundesliga Süd/Südwest: 2014

Auszeichnungen
- Spieler der Saison der 3. Liga: 2022